# Баматалиев, Аслан Вахаевич
Асла́н Ваха́евич Баматали́ев (род. 1975, Грозный) — российский чеченский штангист, призёр чемпионатов России, Мастер спорта России международного класса. Первым тренером Баматалиева был Вячеслав Адаменко. Затем тренировался под руководством В. Эсембаева, И. Вона и А. Хатунцева. Представлял клубы МГФСО и ЦСКА. Выступал в категориях до и свыше 105 кг. Является наставником серебряного призёра чемпионата России 2021 года Айнди Джабирова.

## Спортивные результаты
- Чемпионат мира по тяжёлой атлетике 1999 года в Греции (за команду Азербайджана, 175 + 215 = 390) — 14-е место;
- Чемпионат России по тяжёлой атлетике 2001 года (185 + 225 = 410) — ;
- Чемпионат России по тяжёлой атлетике 2007 года (191 + 230 = 421) — ;
- Чемпионат России по тяжёлой атлетике 2009 года (182 + 220 = 402) — ;
- Многократный победитель и призёр всероссийских и международных турниров.